# 티에스테스

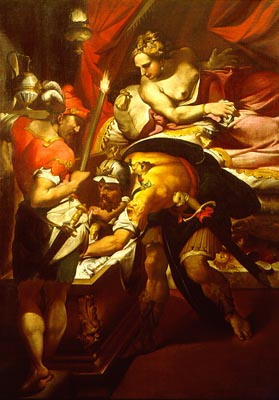

티에스테스는 그리스 신화에서 펠롭스와 히포다메이아의 아들로, 올림피아의 왕이었으며 펠로페이아와 아이기스토스의 아버지였다. 티에스테스와 그의 쌍둥이 형 아트레우스는 왕위를 빼앗기지 않으려 이복동생 크리시포스를 살해한 일로 아버지 펠롭스로부터 추방당했다. 티에스테스와 아트레우스는 미케네로 피신해 갔는데, 헤라클레이다이들과의 전투 때문에 미케네 왕 에우리스테우스가 부재하자 왕위를 이양받게 되었다. 에우리스테우스는 임시로만 왕위를 넘겨줄 셈이었지만, 그가 전투 중에 사망함으로써 왕위 이양은 영구적인 것이 되어 버렸다.

## 신화
아트레우스는 아르테미스에게 자신의 가장 좋은 양을 제물로 바치겠다고 서약하였다. 그런데 양떼를 살펴보던 아트레우스는 황금 털을 가진 양을 발견하고 여신에게 들키지 않도록 아내 아에로페에게 주어 숨겨 놓게 한다. 아에로페는 불륜관계에 있던 티에스테스에게 그 양을 주었는데, 티에스테스는 누구든 황금 양을 가진 자가 왕이 되도록 하자고 제의했고, 아트레우스는 동의했다. 티에스테스는 황금 양을 제시하면서 왕위를 요구했다.

아트레우스는 헤르메스의 꾀를 빌려 왕위를 다시 차지했다. 티에스테스는 만약 해가 반대쪽으로 움직인다면 왕국을 돌려주겠다는, 불가능해 보이는 아트레우스의 조건을 받아들였는데, 제우스가 해를 반대로 움직여 준 것이다. 아트레우스는 왕위에 오른 후 티에스테스를 추방했다.

그리고 나서 아트레우스는 티에스테스와 아에로페의 불륜관계를 알게 되고, 잔인한 복수를 계획한다. 아트레우스는 티에스테스의 아들들을 죽여 사지와 머리를 빼고 요리했다. 그는 그것을 티에스테스에게 대접하고, 그 고기를 먹은 티에스테스에게 아들들의 사지와 머리를 던져주며 비웃었다. 

티에스테스는 어떻게 복수할 수 있을지 신탁을 받으러 갔는데, 그의 친딸 펠로페이아와 아이를 만들면 그 아들이 아트레우스를 죽일 것이라는 예언을 받는다. 티에스테스는 그렇게 하여 아들이자 손자인 아이기스토스를 얻는다. 아이기스토스가 태어났을 때, 그는 근친상간을 수치스럽게 여긴 펠로페이아에 의해 버려진다. 한 양치기가 갓난아이인 아이기스토스를 발견하고 아트레우스에게 데려다주어, 아트레우스는 아이기스토스를 자신의 아들로 키웠다. 아이기스토스가 성인이 될 무렵 티에스테스는 아이기스토스의 출생의 비밀을 밝히고, 아이기스토스는 예언대로 아트레우스를 죽였다.
티에스테스가 미케네를 다스리고 있을 때, 아트레우스의 아들 아가멤논과 메넬라오스는 스파르타로 추방당했다. 스파르타의 왕 틴다레오스는 그들을 왕족으로 받아들이고 그들을 도와 미케네에서 티에스테스를 축출해 키테리아로 유폐시켰다. 우호의 표시로 틴다레오스는 그의 딸 클리타임네스트라와 헬레네를 각각 아가멤논과 메넬라오스에게 주어 결혼시켰다.

## 희곡
신화의 일부 내용은 윌리엄 셰익스피어의 희곡 타이터스 앤드러니커스의 소재로 차용되었다.

## 참고 문헌
- 아폴로도로스, 비블리오테케, 요약 2.10-2.15.